# Seznam medailistů na letních olympijských hrách v běhu na 200 m
Historický přehled medailistů v běhu na 200 m na Letních olympijských hrách:

## Medailisté

### Muži
od roku 1900
| Rok  | Místo            | Zlato                 | Výkon vítěze | Stříbro            | Bronz                   |
| ---- | ---------------- | --------------------- | ------------ | ------------------ | ----------------------- |
| 1900 | Paříž            | John Tewksbury        | 22,2         | Norman Pritchard   | Stanley Rowley          |
| 1904 | St. Louis        | Archie Hahn           | 21,6         | Nate Cartmell      | William Hogenson        |
| 1908 | Londýn           | Bobby Kerr            | 22,6         | Robert Cloughen    | Nate Cartmell           |
| 1912 | Stockholm        | Ralph Craig           | 21,7         | Donald Lippincott  | William Applegarth      |
| 1920 | Antverpy         | Allen Woodring        | 22,0         | Charlie Paddock    | Harry Edward            |
| 1924 | Paříž            | Jackson Scholz        | 21,6         | Charlie Paddock    | Eric Liddell            |
| 1928 | Amsterdam        | Percy Williams        | 21,8         | Walter Rangeley    | Helmut Körnig           |
| 1932 | Los Angeles      | Eddie Tolan           | 21,2         | George Simpson     | Ralph Metcalfe          |
| 1936 | Berlín           | Jesse Owens           | 20,7         | Mack Robinson      | Martinus Osendarp       |
| 1948 | Londýn           | Melvin Patton         | 21,1         | Barney Ewell       | Lloyd LaBeach           |
| 1952 | Helsinky         | Andy Stanfield        | 20,7         | Thane Baker        | James Gathers           |
| 1956 | Melbourne        | Bobby Morrow          | 20,6         | Andy Stanfield     | Thane Baker             |
| 1960 | Řím              | Livio Berrutti        | 20,62        | Lester Carney      | Abdoulaye Seye          |
| 1964 | Tokio            | Henry Carr            | 20,36        | Otis Drayton       | Ed Roberts              |
| 1968 | Ciudad de México | Tommie Smith          | 19,83        | Peter Norman       | John Carlos             |
| 1972 | Mnichov          | Valerij Borzov        | 20,00        | Larry Black        | Pietro Mennea           |
| 1976 | Montréal         | Donald Quarrie        | 20,22        | Millard Hampton    | Dwayne Evans            |
| 1980 | Moskva           | Pietro Mennea         | 20,19        | Allan Wells        | Donald Quarrie          |
| 1984 | Los Angeles      | Carl Lewis            | 19,80        | Kirk Baptiste      | Thomas Jefferson        |
| 1988 | Soul             | Joe DeLoach           | 19,75        | Carl Lewis         | Robson Caetano da Silva |
| 1992 | Barcelona        | Michael Marsh         | 20,01        | Frankie Fredericks | Michael Bates           |
| 1996 | Atlanta          | Michael Johnson       | 19,32        | Frankie Fredericks | Ato Boldon              |
| 2000 | Sydney           | Konstantinos Kenteris | 20,09        | Darren Campbell    | Ato Boldon              |
| 2004 | Athény           | Shawn Crawford        | 19,79        | Bernard Williams   | Justin Gatlin           |
| 2008 | Peking           | Usain Bolt            | 19,30 - OR   | Shawn Crawford     | Walter Dix              |
| 2012 | Londýn           | Usain Bolt            | 19,32        | Yohan Blake        | Warren Weir             |
| 2016 | Rio de Janeiro   | Usain Bolt            | 19,78        | Andre De Grasse    | Christophe Lemaitre     |
| 2020 | Tokio            | Andre De Grasse       | 19,62        | Kenny Bednarek     | Noah Lyles              |
| 2024 | Paříž            | Letsile Tebogo        | 19,46        | Kenny Bednarek     | Noah Lyles              |

## Medailové pořadí zemí
| Pořadí | Země                         | Zlato | Stříbro | Bronz | Celkem |
| ------ | ---------------------------- | ----- | ------- | ----- | ------ |
| 1.     | Spojené státy americké (USA) | 17    | 18      | 11    | 46     |
| 2.     | Jamajka (JAM)                | 4     | 1       | 2     | 7      |
| 3.     | Kanada (CAN)                 | 2     | 1       | 0     | 3      |
| 4.     | Itálie (ITA)                 | 2     | 0       | 1     | 3      |
| 5.     | Řecko (GRE)                  | 1     | 0       | 0     | 1      |
| 6.     | Sovětský svaz (URS)          | 1     | 0       | 0     | 1      |
| 7.     | Velká Británie (GBR)         | 0     | 3       | 3     | 6      |
| 8.     | Namibie (NAM)                | 0     | 2       | 0     | 2      |
| 9.     | Austrálie (AUS)              | 0     | 1       | 1     | 2      |
| 10.    | Indie (IND)                  | 0     | 1       | 0     | 1      |
| 11.    | Trinidad a Tobago (TRI)      | 0     | 0       | 3     | 3      |
| 12.    | Francie (FRA)                | 0     | 0       | 2     | 2      |
| 13.    | Brazílie (BRA)               | 0     | 0       | 1     | 1      |
| 14.    | Německo (GER)                | 0     | 0       | 1     | 1      |
| 15.    | Nizozemsko (NED)             | 0     | 0       | 1     | 1      |
| 16.    | Panama (PAN)                 | 0     | 0       | 1     | 1      |
| Celkem | Celkem                       | 27    | 27      | 27    | 81     |

### Ženy
od roku 1948
| Rok  | Místo          | Zlato                       | Výkon vítěze | Stříbro                     | Bronz               |
| ---- | -------------- | --------------------------- | ------------ | --------------------------- | ------------------- |
| 1948 | Londýn         | Fanny Blankers-Koenová      | 24,4         | Audrey Williamsonová        | Audrey Pattersonová |
| 1952 | Helsinky       | Marjorie Jacksonová         | 23,7         | Bertha Brouwerová           | Naděžda Chnykinová  |
| 1956 | Melbourne      | Betty Cuthbertová           | 23,4         | Christa Stubnicková         | Marlene Mathewsová  |
| 1960 | Řím            | Wilma Rudolphová            | 24,0         | Jutta Heineová              | Dorothy Hymanová    |
| 1964 | Tokio          | Edith McGuire               | 23,05        | Irena Kirszensteinová       | Marilyn Blacková    |
| 1968 | Mexico City    | Irena Szewińská             | 22,58        | Raelene Boyleová            | Jenny Lamyová       |
| 1972 | Mnichov        | Renate Stecherová           | 22,40        | Raelene Boyleová            | Irena Szewińská     |
| 1976 | Montréal       | Bärbel Eckertová            | 22,37        | Annegret Richterová         | Renate Stecherová   |
| 1980 | Moskva         | Bärbel Eckertová            | 22,03        | Natalja Bočinová            | Merlene Otteyová    |
| 1984 | Los Angeles    | Valerie Briscoová-Hooksová  | 21,81        | Florence Griffith-Joynerová | Merlene Otteyová    |
| 1988 | Seoul          | Florence Griffith-Joynerová | 21,34 - OR   | Grace Jacksonová            | Heike Drechslerová  |
| 1992 | Barcelona      | Gwen Torrenceová            | 21,81        | Juliet Cuthbertová          | Merlene Otteyová    |
| 1996 | Atlanta        | Marie-José Pérecová         | 22,12        | Merlene Otteyová            | Mary Onyaliová      |
| 2000 | Sydney         | Pauline Davisová            | 22,27        | Susanthika Jayasingheová    | Beverly McDonaldová |
| 2004 | Atény          | Veronica Campbellová        | 22,05        | Allyson Felixová            | Debbie Fergusonová  |
| 2008 | Peking         | Veronica Campbellová        | 21,74        | Allyson Felixová            | Kerron Stewartová   |
| 2012 | Londýn         | Allyson Felixová            | 21,88        | Shelly-Ann Fraserová        | Carmelita Jeterová  |
| 2016 | Rio de Janeiro | Elaine Thompsonová          | 21,78        | Dafne Schippersová          | Tori Bowieová       |
| 2020 | Tokio          | Elaine Thompsonová          | 21,53        | Christine Mbomaová          | Gabrielle Thomasová |
| 2024 | Paříž          | Gabrielle Thomasová         | 21,83        | Julien Alfredová            | Brittany Brownová   |

## Medailové pořadí zemí
| Pořadí             | Země                                 | Zlato | Stříbro | Bronz | Celkem |
| ------------------ | ------------------------------------ | ----- | ------- | ----- | ------ |
| 1.                 | Spojené státy americké (USA)         | 6     | 3       | 4     | 13     |
| 2.                 | Jamajka (JAM)                        | 4     | 4       | 5     | 13     |
| 3.                 | Německá demokratická republika (GDR) | 3     | 0       | 2     | 5      |
| 4.                 | Austrálie (AUS)                      | 2     | 2       | 3     | 7      |
| 5.                 | Nizozemsko (NED)                     | 1     | 2       | 0     | 3      |
| 6.                 | Polsko (POL)                         | 1     | 1       | 1     | 3      |
| 7.                 | Bahamy (BAH)                         | 1     | 0       | 1     | 2      |
| 8.                 | Francie (FRA)                        | 1     | 0       | 0     | 1      |
| 9.                 | Německo (GER)                        | 0     | 2       | 0     | 2      |
| 10.                | Velká Británie (GBR)                 | 0     | 1       | 1     | 2      |
| 11.                | Sovětský svaz (URS)                  | 0     | 1       | 1     | 2      |
| 12.                | Nigérie (NGR)                        | 0     | 1       | 1     | 1      |
| 13.                | Srí Lanka (SRI)                      | 0     | 1       | 0     | 1      |
| 14.                | Západní Německo (FRG)                | 0     | 1       | 0     | 1      |
| Celkem po LOH 2020 | Celkem po LOH 2020                   | 19    | 19      | 19    | 57     |